# Stenopogon nigrolimbatus
Stenopogon nigrolimbatus är en tvåvingeart som beskrevs av Martin 1968. Stenopogon nigrolimbatus ingår i släktet Stenopogon och familjen rovflugor. Inga underarter finns listade i Catalogue of Life.